# Der Kampf um Troja
Der Kampf um Troja (Originaltitel: La guerra di Troia) ist ein italienisch-französischer Abenteuerfilm des Regisseurs Giorgio Ferroni aus dem Jahr 1961.

## Handlung
Seit zehn Jahren herrscht zwischen Troja und Griechenland Krieg. Die Griechen haben den Krieg begonnen, um sich für die Entführung Helenas durch den Trojaner Paris zu rächen. Der trojanische Anführer Hektor wird von Achilles getötet. Die Wahl eines neuen Anführers fällt schwer. Während die Adeligen den verschlagenen Paris bevorzugen, wollen die Soldaten den tapferen Kämpfer Aeneas, der heimlich mit Priamos’ Tochter Krëusa verheiratet ist.
Zusammen mit Aeneas sucht Priamos das Lager der Griechen auf, um die Leiche von Hektor zu fordern. Hektor war im Zweikampf mit Achilles gefallen und seine Leiche war ins Lager der Griechen geschleift worden. Dabei kommt es zu einem Duell zwischen Aeneas und dem griechischen Krieger Ajax, den Aeneas gewinnt. Als sich Aeneas aufmacht, neue Truppen für den Kampf auszuheben, wird seine nun schwangere Frau Krëusa als Geisel genommen. Aeneas kehrt zurück und befreit seine Frau. Dabei fügt er dem Feind schwere Verluste zu. Dennoch weigert sich Paris, ihn zu unterstützen.
Der Grieche Odysseus schlägt vor, ein großes hölzernes Pferd zu fertigen und dies als heiliges Objekt darzustellen. Die Griechen täuschen ihren Rückzug vor und ziehen sich über See zurück, bis sie außer Sichtweite sind. Am Strand lassen sie das Pferd außerhalb der trojanischen Tore stehen. Im Innern des Holzpferdes hat sich eine Anzahl Krieger versteckt. Die Trojaner schaffen das Pferd in die Stadt und feiern ihren Sieg. In der Nacht, als die Trojaner schlafen, entsteigen die griechischen Krieger dem Pferd und öffnen das Stadttor. Die eindringenden griechischen Truppen erobern Troja und zünden es an. Aeneas findet die Leiche seiner Frau, die kurz vor ihrem Tod einen Jungen zur Welt gebracht hat. Mit seinem Sohn und einigen Vertrauten flüchtet Aeneas nach Italien.

## Kritiken
Das Lexikon des internationalen Films beschrieb den Film als „eine Bilderbuchantike mit spektakulären Kampf- und Kostümszenen.“

## Hintergrund
Die Uraufführung fand in Italien am 26. Oktober 1961 statt. Seine bundesdeutsche Erstausstrahlung hatte der Film am 20. April 1962. In der DDR lief er erstmals am 22. Januar 1988 auf DFF 1 im Fernsehen.
Der Film entstand im Centralni Filmsi Studio Kosutnjak in Belgrad. Er war eine Co-Produktion der Compagnie Industrielle et Commerciale Cinématographique mit Europa Cinematografica, Les Films Modernes und Lovcen Film. In Deutschland wurde er vom Alemannia-Filmverleih in die Kinos gebracht.
Der ehemalige Mr. Universum Steve Reeves war zum Zeitpunkt der Dreharbeiten ein gefragter Darsteller im italienischen Sandalenfilm. Die Figur des Aeneas verkörperte er ein Jahr später in Giorgio Venturinis Äneas (OT: La leggenda di Enea).
Einige Aufnahmen des Films wurden zwei Jahre später im Spielfilm Achilles verwendet.